# Чевтакан (река)
Чевтакан — река в России, на севере Дальнего Востока, протекает по территории Анадырского района Чукотского автономного округа. Длина реки — 76 км.
Название в переводе с чукот. Чивтыкэн — «нижнее».
На всём протяжении протекает в межгорной впадине Чукотского нагорья. Скорость течения составляет 0,6-0,7 м/с. Впадает в лагуну Сеутакан Анадырского залива Берингова моря. В нижнем течении протекает через озеро Чевтакан.
Крупные притоки — Вововеем, Благодатная.
В реке водится нерка и другие лососёвые.

## Топографические карты
- Лист карты Q-1-XV,XVI. Масштаб: 1 : 200 000. Указать дату выпуска/состояния местности.
- Лист карты Q-1-XXI,XXII. Масштаб: 1 : 200 000. Состояние местности на 1969 год.